# Hawza
Pour la ville du Sahara occidental, voir Haouza.

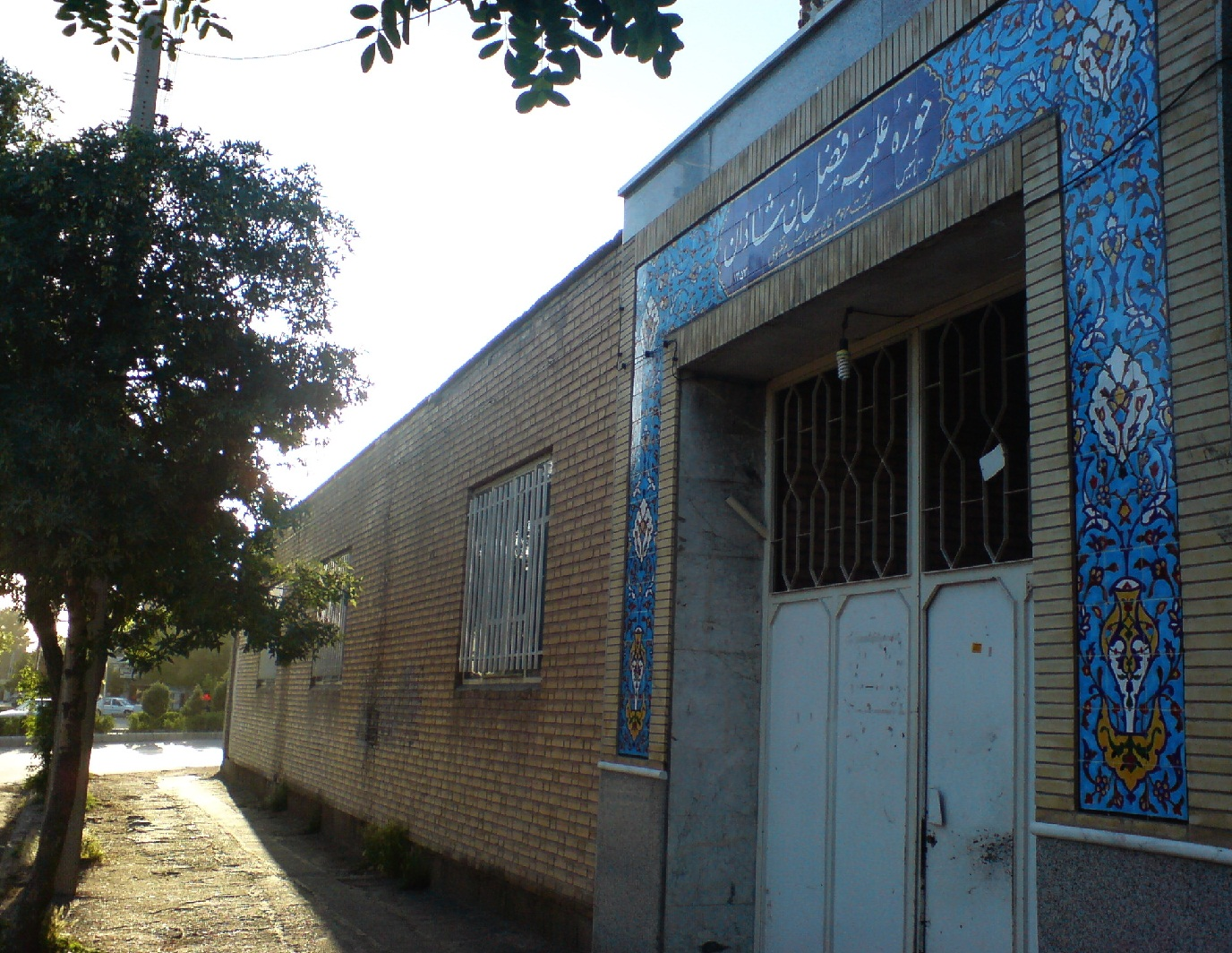
L'entrée centrale de la Madrassa Fazl à Nishapur.

Une hawza (ou haouza, howza, howze) (en arabe et persan : حوزة), ou plus complètement ḥawza ˤilmiyya (حوزة علمیة, territoire du savoir) est un séminaire religieux chiite duodécimain. Le terme a plusieurs acceptions : il peut désigner un seul séminaire ou l'ensemble des séminaires d'un lieu, plus particulièrement d'une ville.
Une hawza est formée par plusieurs enseignants ayant atteint le titre d'ayatollah et des grands ayatollah (ou marja-e taqlid).
La première hawza a été fondée à Nadjaf en 1056. La hawza de Qom se développe ensuite avec le soutien de l'empire savafide.
Les deux principales hawzât sont situées à Nadjaf en Irak et à Qom en Iran. La hazwa de Kerbala, en Irak, a rivalisé avec les deux premières au début du XXe siècle mais elle s'est opposée frontalement au gouvernement ba'athiste de Saddam Hussein et ses membres ont soit péri, soit quitté le pays. La hawza syrienne de Sayyida Zeinab est aussi prestigieuse.
Les étudiants d'une hawza suivent des cours de fiqh, de kalâm, de hadith, de tafsir, de philosophie et de littérature. Plusieurs niveaux d'études sont possibles : le plus haut diplôme est l'ijtihad (et le diplômé est un mujtahid). Il signifie que l'étudiant est devenu autonome dans sa compréhension des textes de l'Islam et peut émettre ses propres jugements.